# 朝鮮民主主義人民共和国鉄道省
朝鮮民主主義人民共和国鉄道省（ちょうせんみんしゅしゅぎじんみんきょうわこくてつどうしょう、朝鮮語: 조선민주주의인민공화국 철도성）は、朝鮮民主主義人民共和国の鉄道を管轄する政府機関であり、平壌に本部に置く鉄道事業者。

## 概要
- 軌間：ほぼ標準軌（1,435 mm）であるが、狭軌（762 mm）も現存している。咸北線（ムルゴル駅 - 羅津駅）、豆満江線（ムルゴル駅 - ハサン駅）は、標準軌（1,435 mm）と広軌（1,520 mm）の四線軌条である。
- 路線長：標準軌の路線長は、6,000 km以上であるが、762 mmの狭軌も376 km以上ある。1958年時点では599 km[1]、2002年時点では523 kmとなっていた[2]。
- 電化：標準軌路線の5,425 km以上は、直流3,000 Vで電化されており（電化率80%以上）、狭軌路線の295.5 kmは直流1,500 Vで電化されている。

## 歴史
2001年、ロシア連邦大統領ウラジーミル・プーチンと国防委員会委員長金正日は、ロ朝国際鉄道事業に合意した。これは、ロシアと朝鮮民主主義人民共和国とが合弁企業を設立し、その企業が、鉄道と羅津港第3埠頭の49年間の使用権を朝鮮民主主義人民共和国から得るものである。2008年に、ロシア側のハサン駅から羅津港までの工事が着工し、トンネルの補強、通信設備の近代化、同区間の四線軌条化が行われた。2012年10月に工事が完成、試運転が行われ、2013年9月22日完成式典が行われた。これにより、ロシアの列車が羅津港まで直通可能となった。
2004年4月22日に平安北道龍川郡にある平義線（京義線）龍川駅付近にて、爆発事故（龍川駅列車爆発事故）が発生し、161名が死亡、約1,350名の（一部報道では3,000名とも言われる）負傷者を出す大惨事となった。
2007年、朝鮮半島を分断する非武装中立地帯を横断する平釜線（京義線）の開城 - 都羅山間が再開通し、南北間の鉄道輸送が再開された。2007年から2008年中期まで開城工業団地への貨物輸送に使われてきたが、その後、二国間の緊張の増大により、停滞した状態である。同時期、金剛山青年線の北朝鮮側の接続が再開し、金剛山観光地区への旅客輸送が続けられていたが、同様の理由により休眠状態である。
2016年3月より客車を新塗装に改め、白地に赤の白頭山方面色、白地に青の東海（日本海）方面色、白地に緑の西海方面色などを制定した。また、荷物車・食堂車など車両の機能別の塗装パターンも併せて制定し、同年4月13日より新塗装車の運転を開始した。
2024年には、前年末に打ち出された金正恩による南北統一方針放棄を受けて、韓国との連絡を断ち切る一連の措置が実施された。具体的には、平釜線の平開線への改称と開城 - 都羅山間の廃止、平釜線及び金剛山青年線の南北連結区間北側の線路設備撤去と地雷の埋設、壁の建設が行われ、同年10月15日には先述した2路線の南北連結区間北側を爆破して閉鎖した。

## 路線
朝鮮民主主義人民共和国の鉄道網の軌間は、その多くが国際標準軌の1,435 mmである。一部にロシアとの直通運転のため、ロシアの広軌と共通の1,520 mmを追加し四線軌条とした路線がある他、いわゆる特殊狭軌の（日本では軽便鉄道等の軌間という認識が多い）762 mmの区間も300 km以上残っている。

### 主要路線
- 咸北線：清津青年駅 - 羅津駅, 331.1 km, 1,435 mm （洪儀駅 - 羅津駅は、1,435 mmと1,520 mm の四線軌条）
- 豆満江線：ムルゴル駅（咸北線） - 豆満江駅（→ ハサン駅, ロシア）, 9.4 km, 1,435 mmと1,520 mm の四線軌条
- 江原線：高原駅 - 平康駅, 145.8 km, 1,435 mm
- 金剛山青年線：安辺駅（江原線） - 金剛山（→ 猪津駅, 韓国）, 101.0 km, 1,435 mm
- 満浦線：順川駅 - 満浦青年駅, 299.9 km, 1,435 mm
- 白頭山青年線：吉州青年駅 - 恵山青年駅, 141.7 km, 1,435 mm
- 平釜線：平壌駅 - 開城駅（→ 都羅山駅, 韓国）, 187.3 km, 1,435 mm
- 平徳線：平壌駅 - 球場青年駅, 192.3 km, 1,435 mm
- 平南線：平壌駅 - 平南温泉駅, 89.3 km, 1,435 mm
- 平羅線: 平壌駅 - 羅津駅, 819.0 km, 1,435 mm
- 平義線：平壌駅 - 新義州青年駅（→ 丹東駅, 中国）, 225.1 km, 1,435 mm

### 狭軌路線
北朝鮮の狭軌は762 mmゲージであり、直流1,500 Vで電化されている。長津線・新興線など複数の狭軌路線が存在し、このうち最も路線距離が長い狭軌路線は白茂線である。白茂線は白岩青年駅から茂山駅までの191.7 kmを結んでおり、標準軌の白頭山青年線と同じく標準軌の茂山線とを連絡している。

## 車両
動力集中方式を主体としており、動力分散方式の車両はほとんど保有していない。電気機関車を主力とし、ディーゼル機関車や蒸気機関車も保有しているが、蒸気機関車に関しては中古ディーゼル機関車の導入により置き換えを進めている。これらの機関車は輸入車と国産車が混在しており、国産の機関車はそのほとんどが平壌市にある金鍾泰電気機関車連合企業所にて製造されている。

### 電気機関車

#### 国産車
本節に記載の車両の製造元は特記なき限り、金鍾泰電気機関車連合企業所である（推定含む）。
- 100番台 - ディーゼル機関車の電気機関車化改造型。セミセンターキャブ機で、軸配置はBo-Bo[16]。
- 1000番台 - 構内入換用センターキャブ機。軸配置はBo-Bo[16]。
- 2000番台 - 本線旅客列車の牽引等に使用されているが詳細不明。軸配置はCo-Co[16]。
- 赤旗5000番台初期型（赤旗1型） - 主力電気機関車。チェコスロヴァキア（当時）のシュコダ社製E499.0型の技術を導入。1961年8月に初号機が完成し、以後1962年から1963年にかけて計50両が製造。北朝鮮鉄道省が保有する290両の電気機関車のうち半数を占める（2002年時点）。軸配置はCo-Coで、外観は卵型車体。形式名は金日成による命名[17]。
- 赤旗5000番台中期型（赤旗2型） - 主力電気機関車。赤旗5000番台初期型の車体を角型に変更した改良型。軸配置はCo-Co[17][注釈 2]。
- 赤旗6000番台（赤旗6型） - 1987年登場。強力型電気機関車。2車体連結の8軸機で、軸配置はBo-Bo+Bo-Bo。機器類は赤旗5000番台に準ずる。貨物列車用[16]。
- 赤旗7000番台（赤旗7型） - 強力型電気機関車。赤旗6000番台の改良型。フランス製ディーゼル機関車CSE26-21型に外観が類似する2車体連結の8軸機で、軸配置はBo-Bo+Bo-Bo。最高速度120 km/h。1両（赤旗2.16号機[注釈 3]）が3大革命展示館（平壌市）に展示[16]。
- 赤旗90000番台 - 軸配置はBo-Bo。後述するCSE26-21型に外観が類似しており、CSE26-21型の電気機関車化改造型の可能性あり。同様の外観を有する車両で赤旗4000番台を付番されているものがあり、その内の1両（4054号機）が3大革命展示館に展示[16]。
- 強行軍型 - M62形ディーゼル機関車（内燃600 - 800番台）の電気機関車化改造型[18]。詳細は個別記事参照。
- Second Grand Chollima March - 1999年に製造され、吉州機関車隊・熙川機関車隊・高原機関車隊に配置される予定と報じられた[19]。これ以外の情報はなく詳細不明。
- 先軍赤旗型 - 2011年9月28日に1両の製造が報じられた、非同期電動機搭載の交流電気機関車[20][注釈 4]。
- 6軸交流電気機関車 - 形式名不詳。2020年10月20日に製造が報じられた、インバーター制御かつ非同期電動機搭載の交流電気機関車[21][注釈 4]。「80日戦闘」に際し自国で開発したとされる[21]。

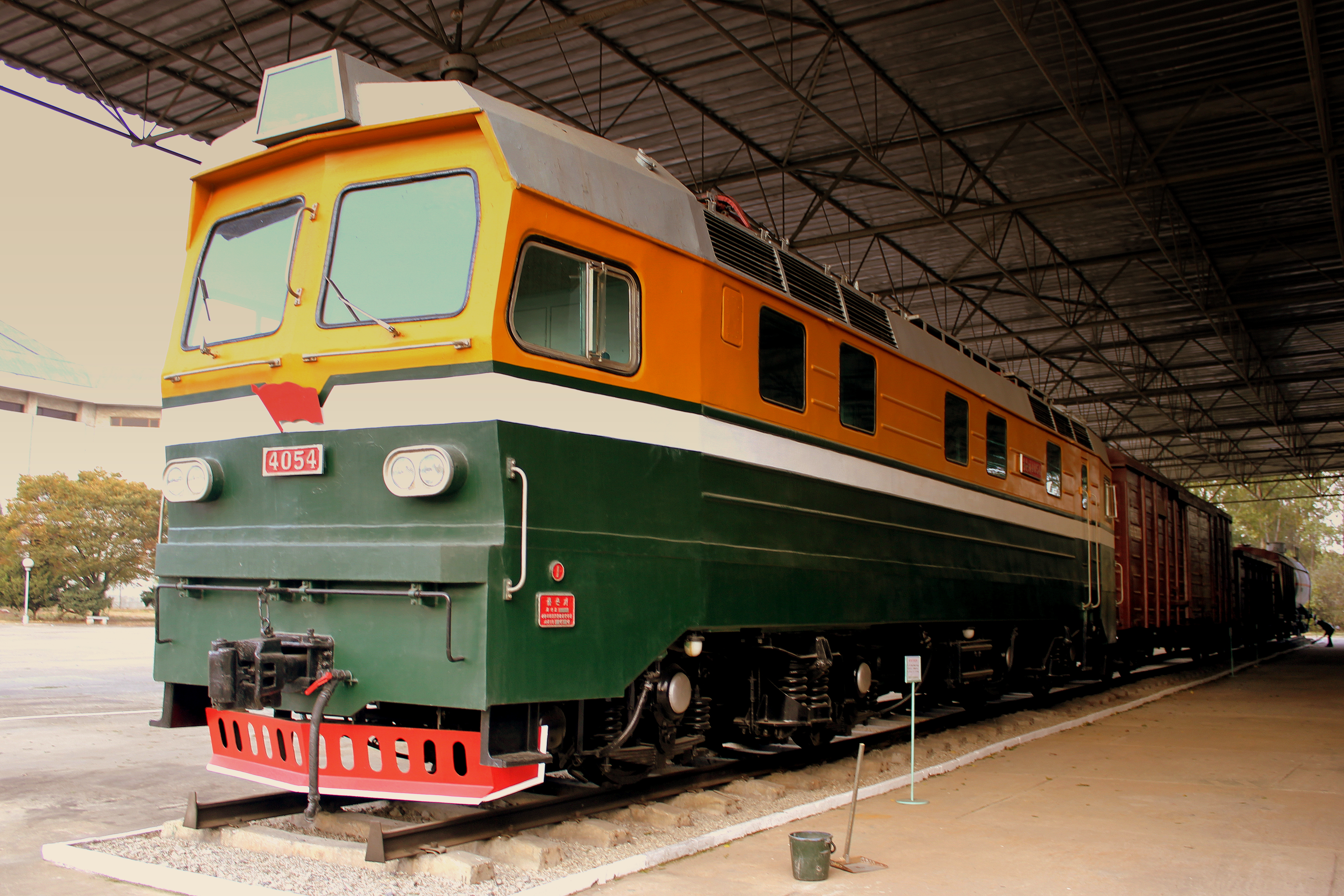
3大革命展示館に展示される赤旗4054号機
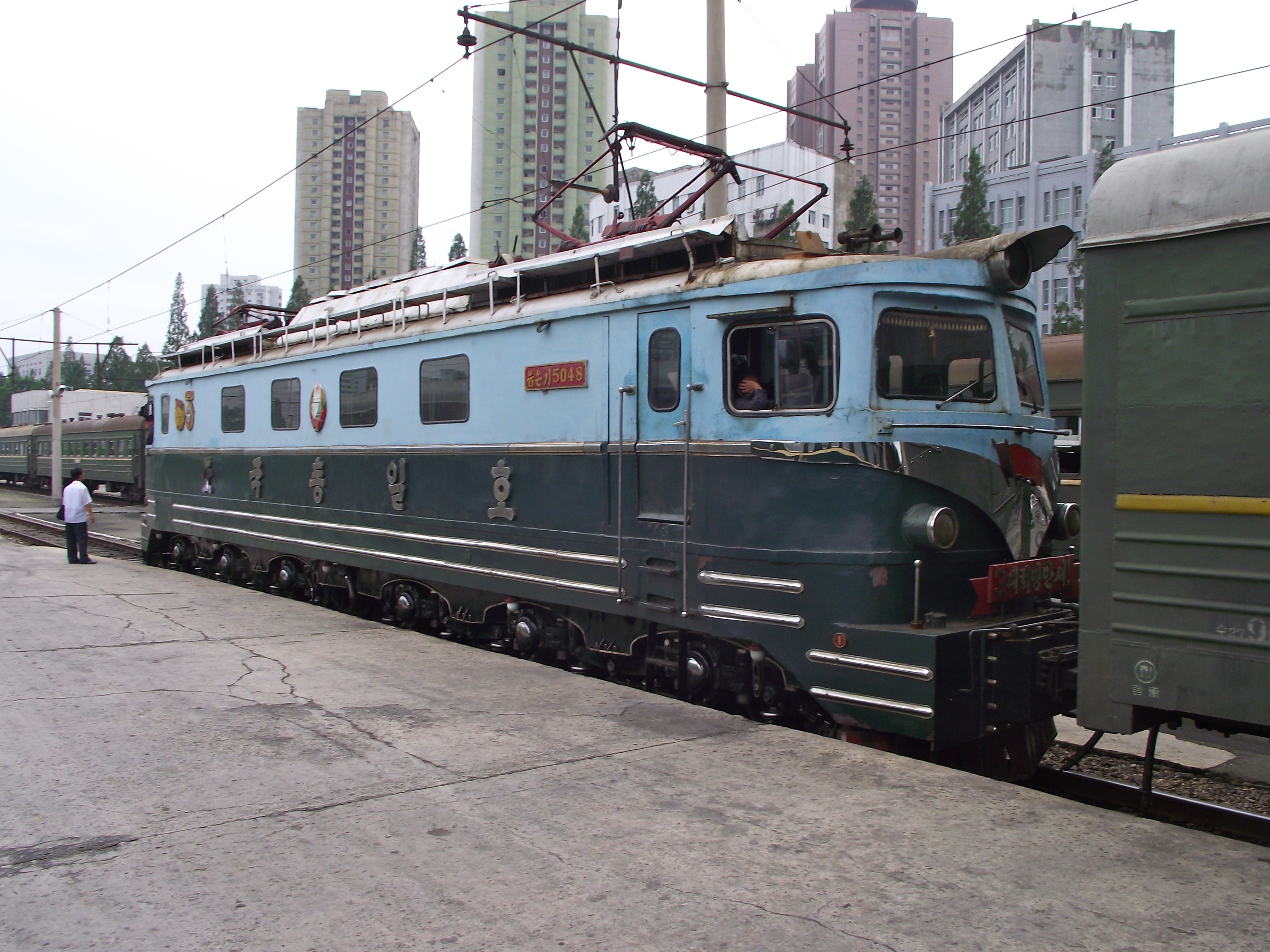
赤旗5000番台（初期型）5048号機
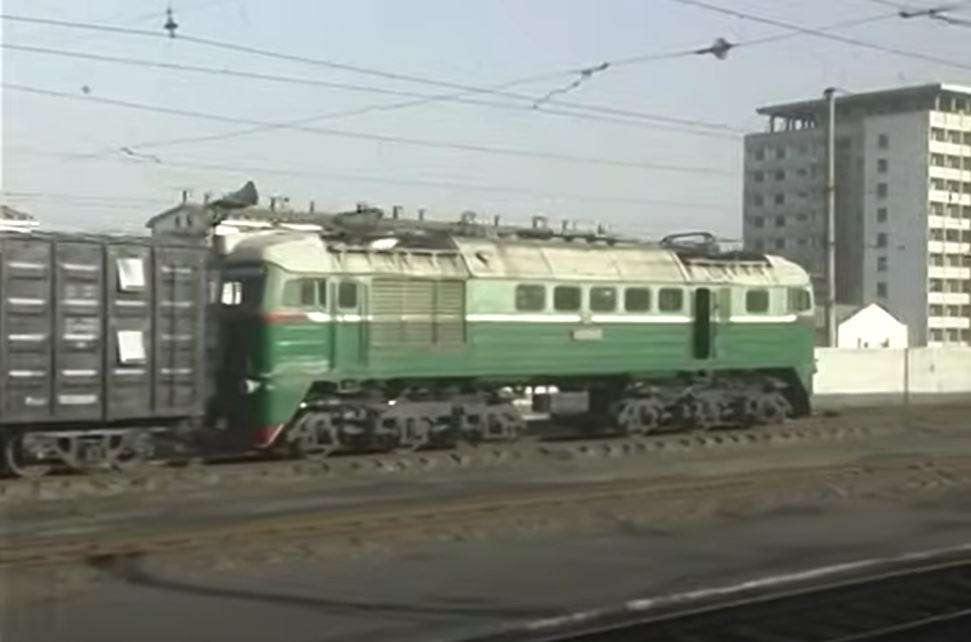
強行軍型

##### 電車型機関車
北朝鮮特有の車両で、機関車の車内にロングシートを設け旅客輸送に対応したもの。
- 赤旗型 - 1990年代製造で、軸配置はBo-Bo[22][注釈 5]。

##### 762mm軌間線用
- 三池淵型 - 1985年時点で少なくとも9号機まで製造されたほか[23]、1990年6月に1012号機「正日峰少年号」が製造[24]。2008年から2009年6月にかけての時点では、中朝国境付近や白茂線の電化区間で運用[24][25]。
- 自力更生型 - 龍城機械連合企業所及び2.8ビナロン連合企業所製。2000年12月の西湖線電化に際し6両が製造[26]。2017年にリニューアル工事施工[27]。

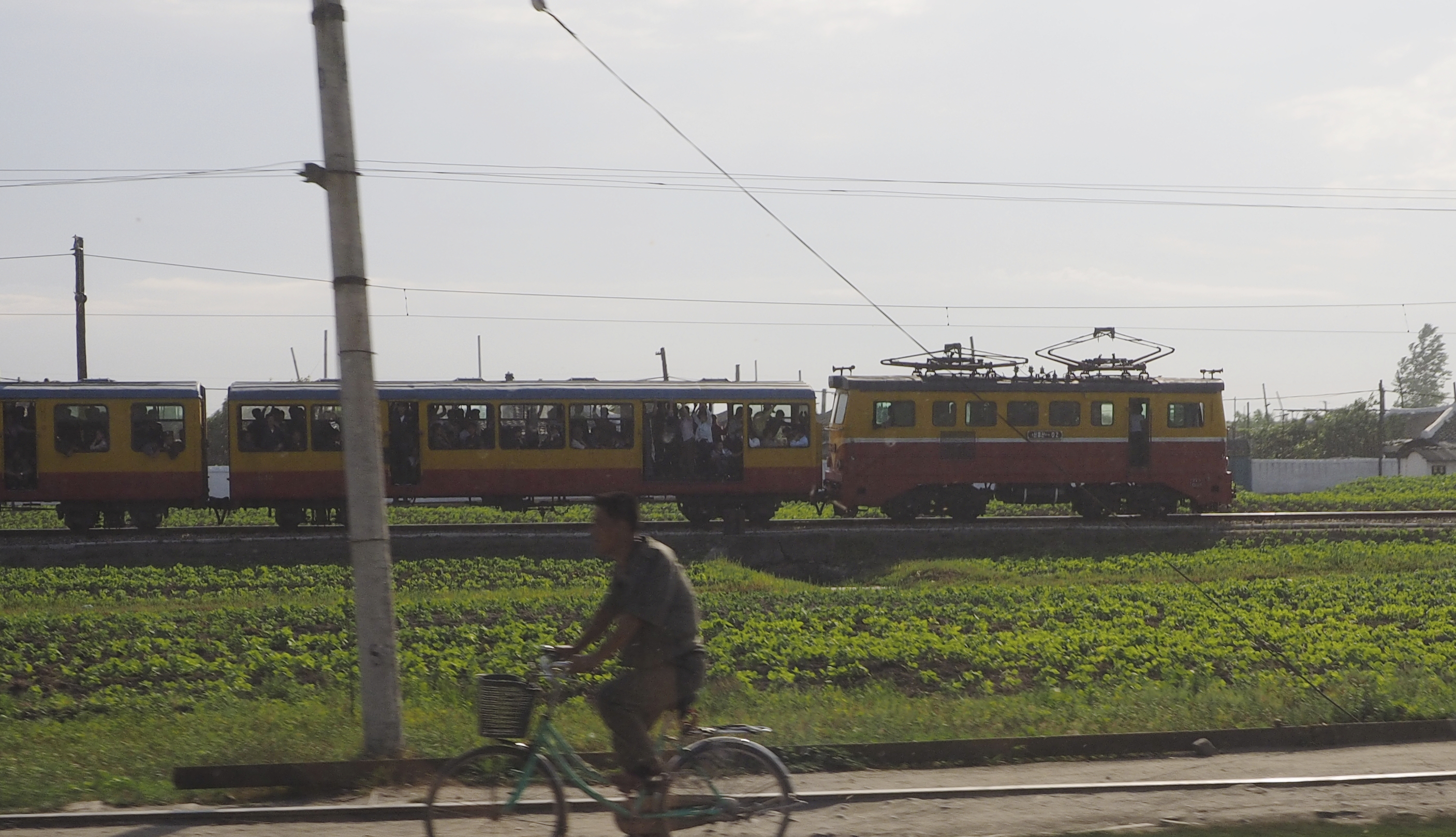
西湖線用電気機関車（リニューアル工事前）

#### 輸入・承継車
- チョンギハ型 - 元朝鮮総督府鉄道局デロイ形。朝鮮総督府鉄道局からの承継機の他、第二次世界大戦後大韓民国（韓国）向けに輸出されたが朝鮮戦争に際し略奪した車両を保有[28][29]。2011年時点ではチョンギハ3号機が金日成ゆかりの革命史跡として動態保存[30]。
- E499.0型 - 北朝鮮鉄道省での形式名等は未詳。赤旗5000番台の製造以前に導入。

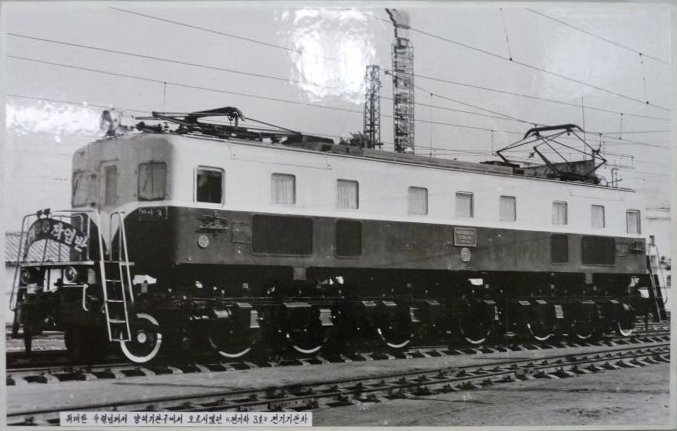
チョンギハ3号機
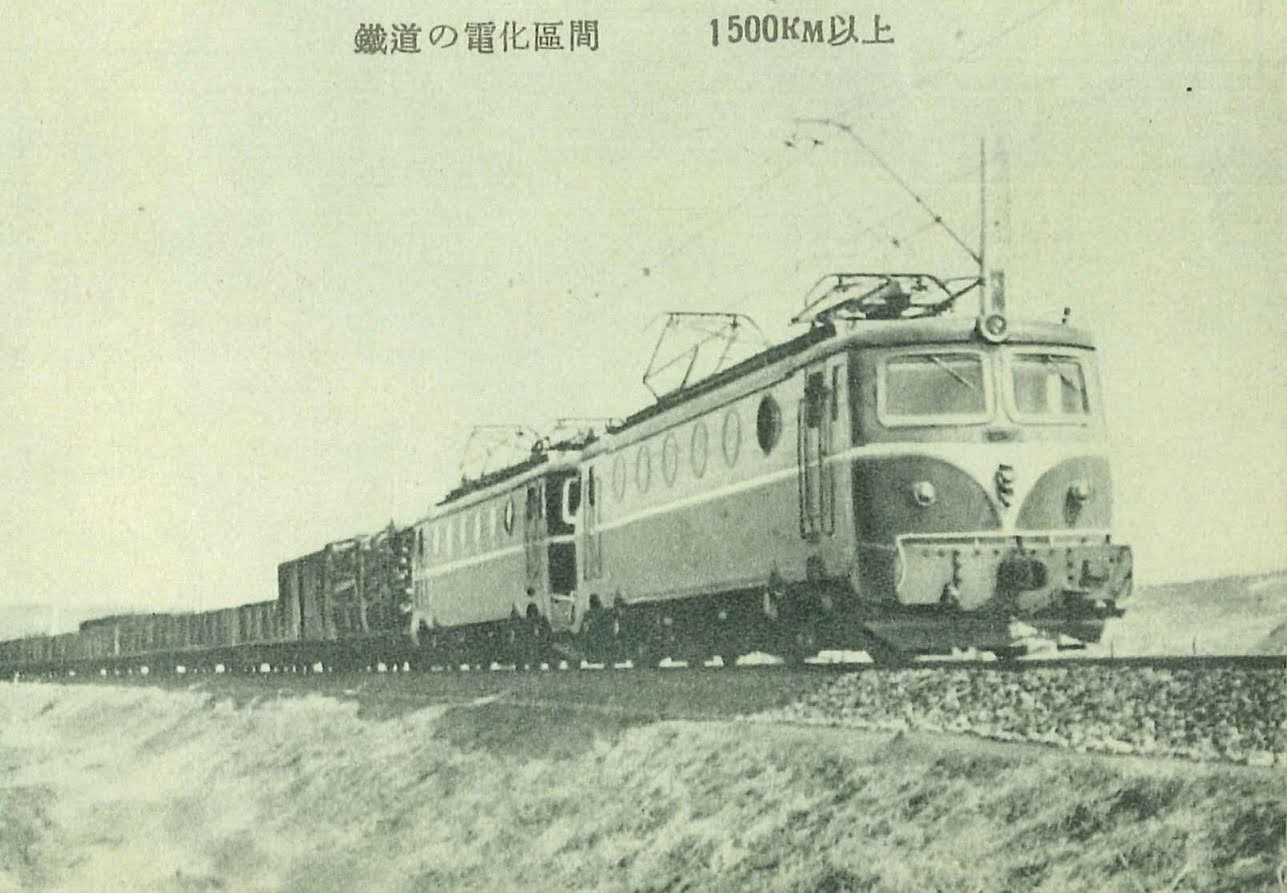
E499.0型の重連

### ディーゼル機関車

#### 国産車
本節に記載の車両の製造元は全て金鍾泰電気機関車連合企業所である（推定含む）。
- 金星型 - 1970年代初頭製の電気式ディーゼル機関車で、M62形をモデルに開発。設計最高速度は100 km/h、軸配置はCo-Co。製造にあたってM62形の予備部品が使用された可能性が指摘。8002号機が3大革命展示館にて展示[31]。
- 赤旗型  - 1960年代製と推定される入換用小型センターキャブ機で、軸配置はBo-Bo。日本のDD13型に類似[31]。
- 新星型（4軸）  - 中型セミセンターキャブ機で、軸配置はBo-Bo。主力入換機として運用されるほか[31]、1999年6月には北部内陸線の通学列車運用に充当[32]。

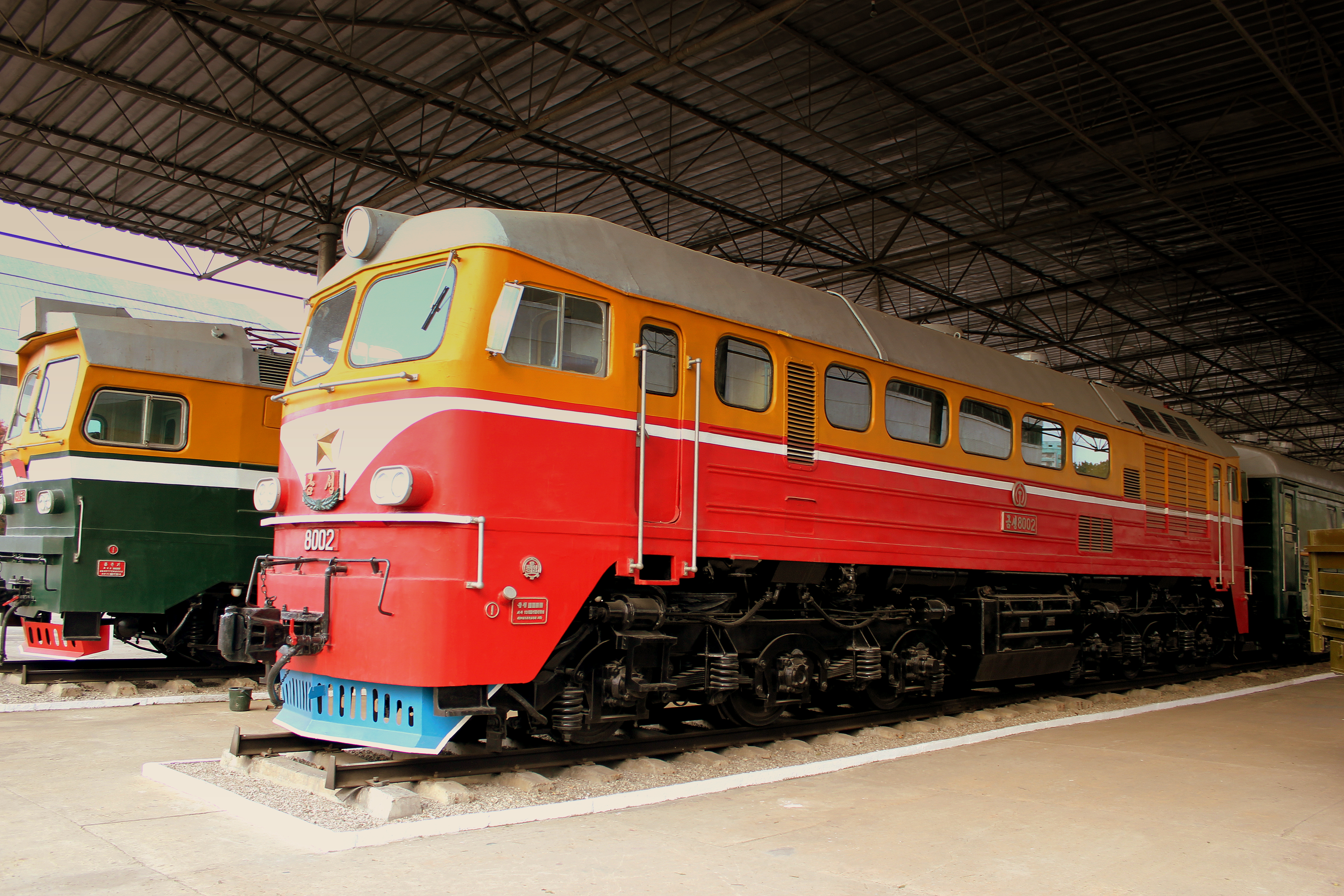
3大革命展示館に展示される金星8002号機
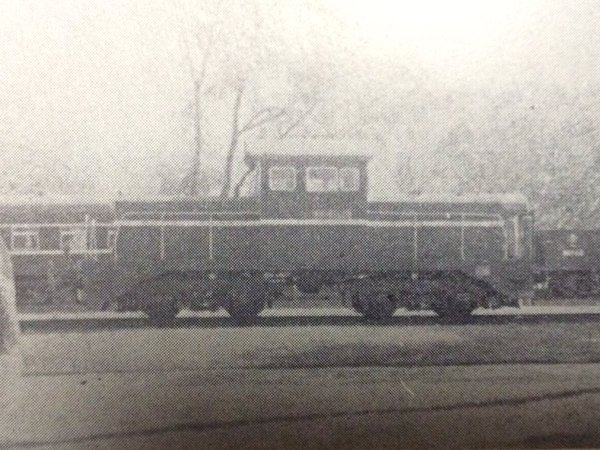
赤旗型ディーゼル機関車

#### 輸入車
- 100番台 - 元東風5型。
- 200番台 - 元東風4D型[33]。一部車両が中国より無償供与[34]。
- 300番台 - 元北京型。平壌周辺の入換や小運転に充当と推定[33]。
- 400番台 - チェコ製 T466.2, スロヴァキアの中古
- 500番台 - ロシア製TEM1型を中古で導入。南浦港の入換機として1両が使用[35]。
- 600番台 - ソ連製M62型。1967年から1974年にかけてK62型として新製機を53両（うち1973年に納入の5両はロシア軌間用）導入し、1990年から1995年にかけてK62U型として改良型の新製機を10両導入[36][37]。このほか1996年から2000年にかけて中古機を大量に輸入[38]。北朝鮮鉄道省の主力ディーゼル機関車[38]。
- 700番台 - ソ連製M62型[38]。
- 800番台 - ソ連製M62型[38]。
- 900番台 - 元東方紅3型[33]。
- DF1型 - 元東風1型。数両を中古で導入[33]。
- CSE26-21型 (Francorail-MTE_CSE26-21)  - フランス製。1981年に7両、1985年に5両を新製導入。アメリカ製エンジンを搭載[39]。後に電気機関車に改造された可能性[16]。近年では、未改造のディーゼル機が朝鮮民主主義人民共和国最高指導者専用列車の牽引機として使用。
- DVM4型（英語版） - 1964年にハンガリーより14両が供与[40]。4両が電気機関車に改造され、150番台と呼ばれている。

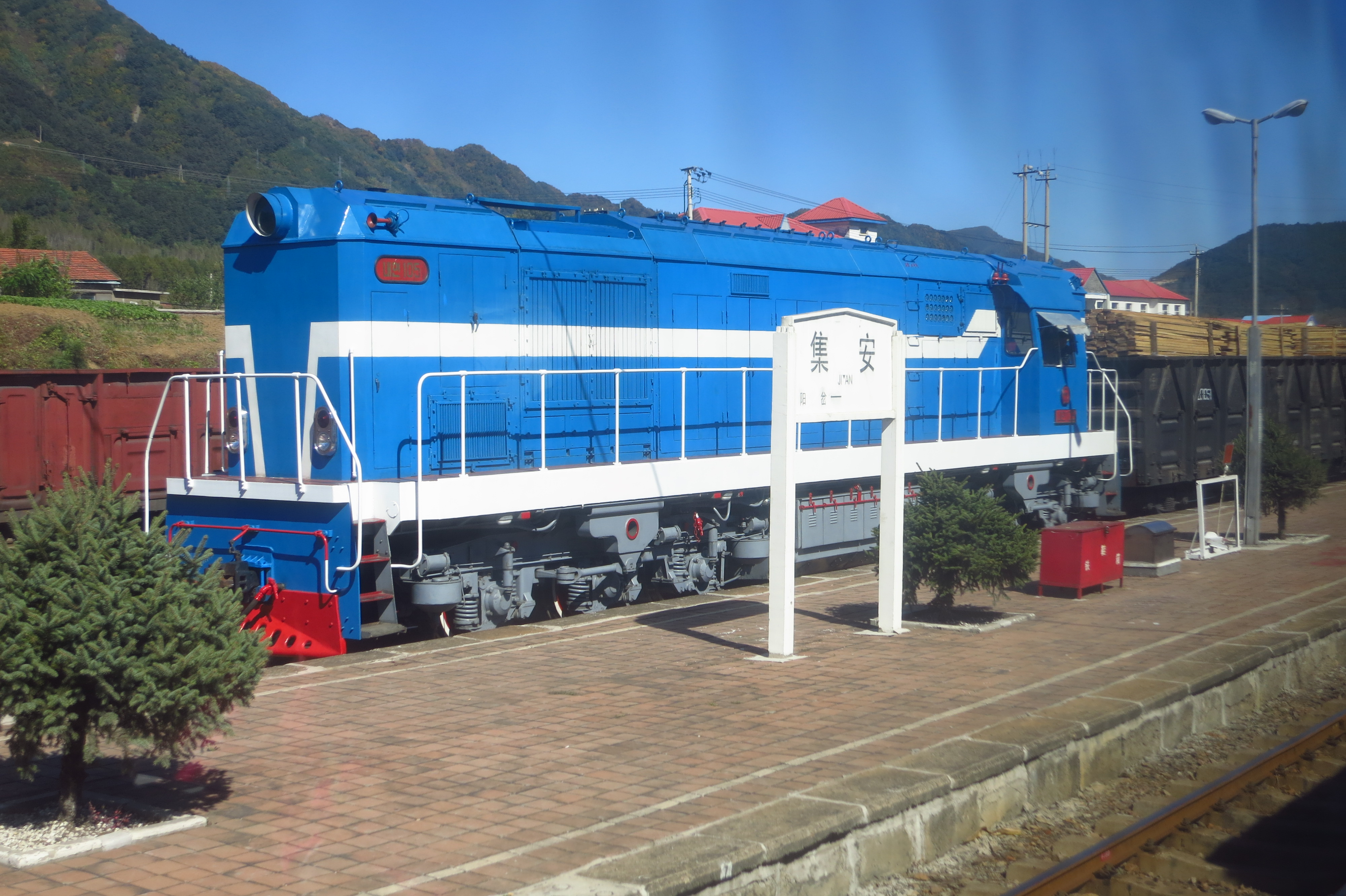
内燃105号機
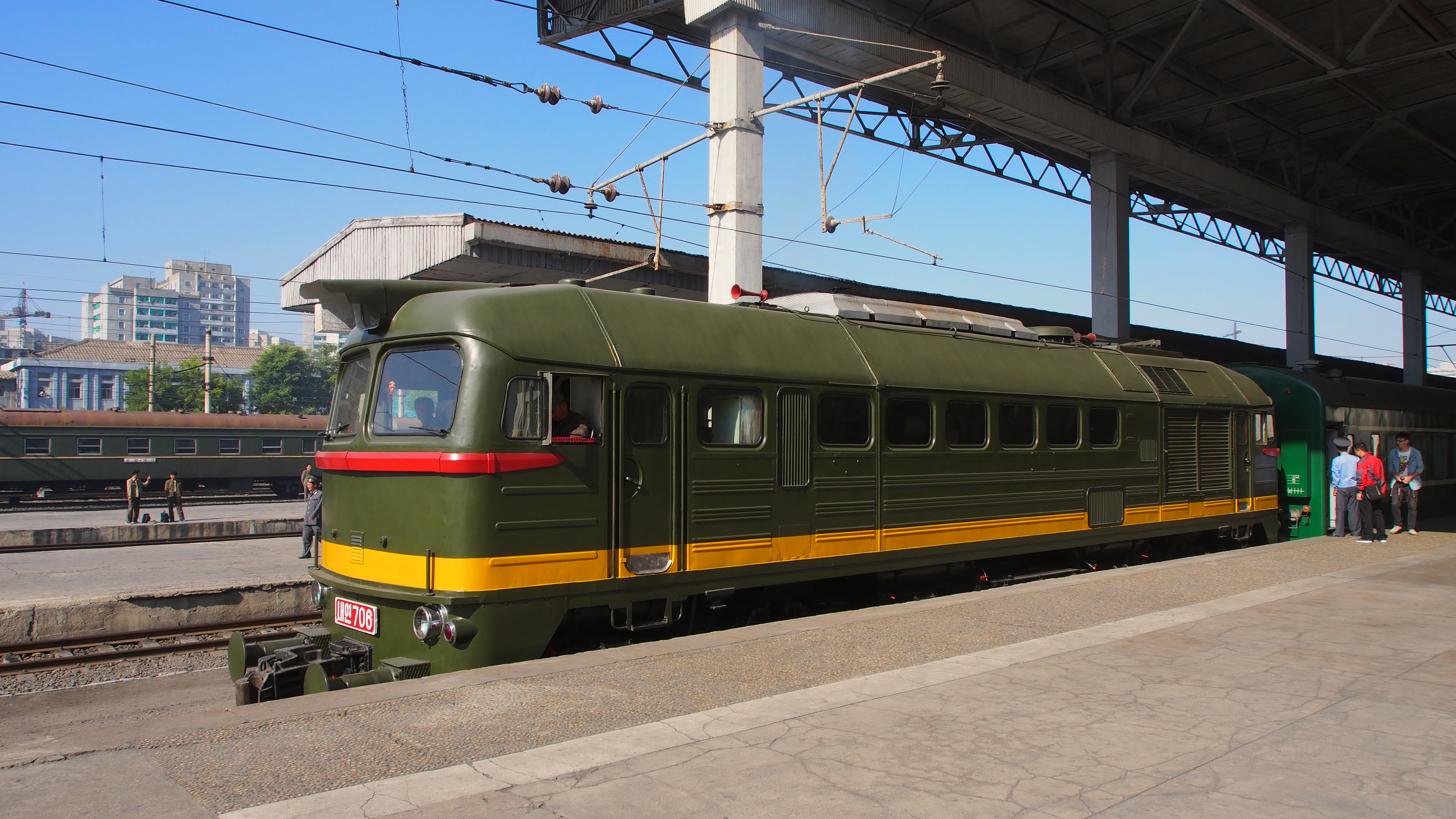
内燃706号機
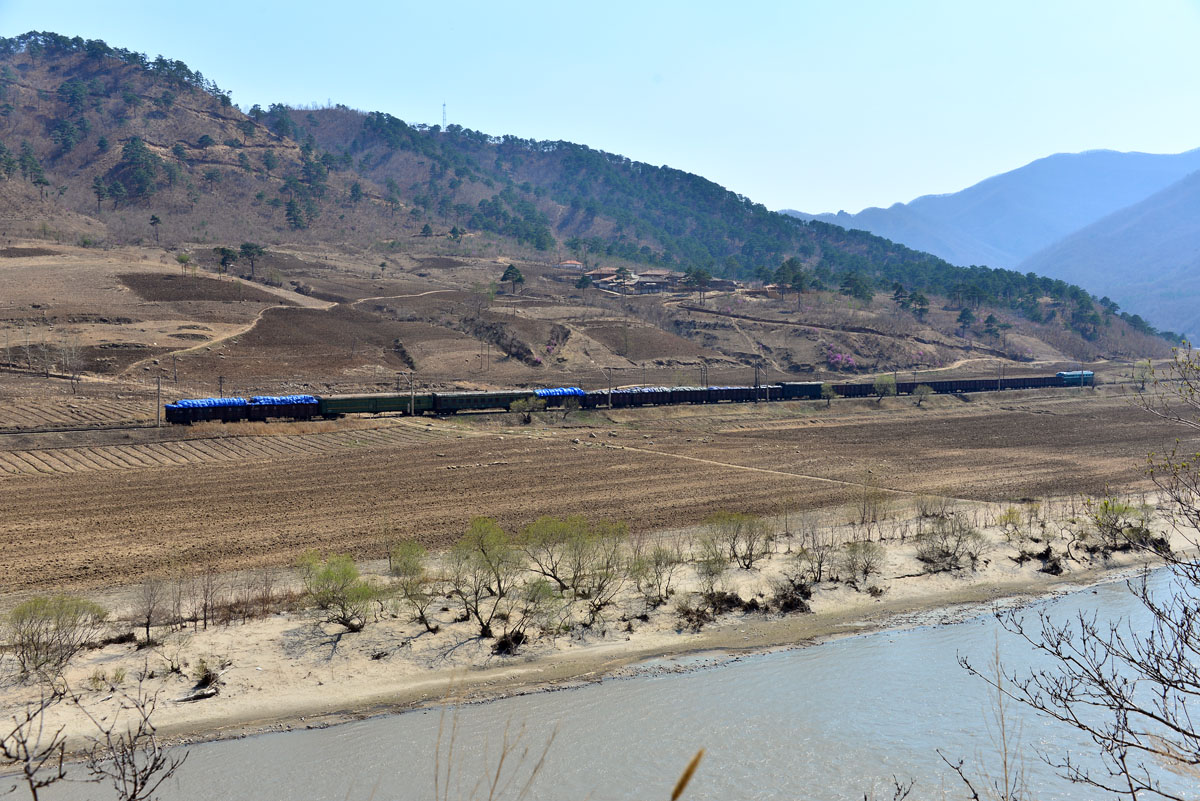
咸北線貨物列車の運用に就く元東風4型
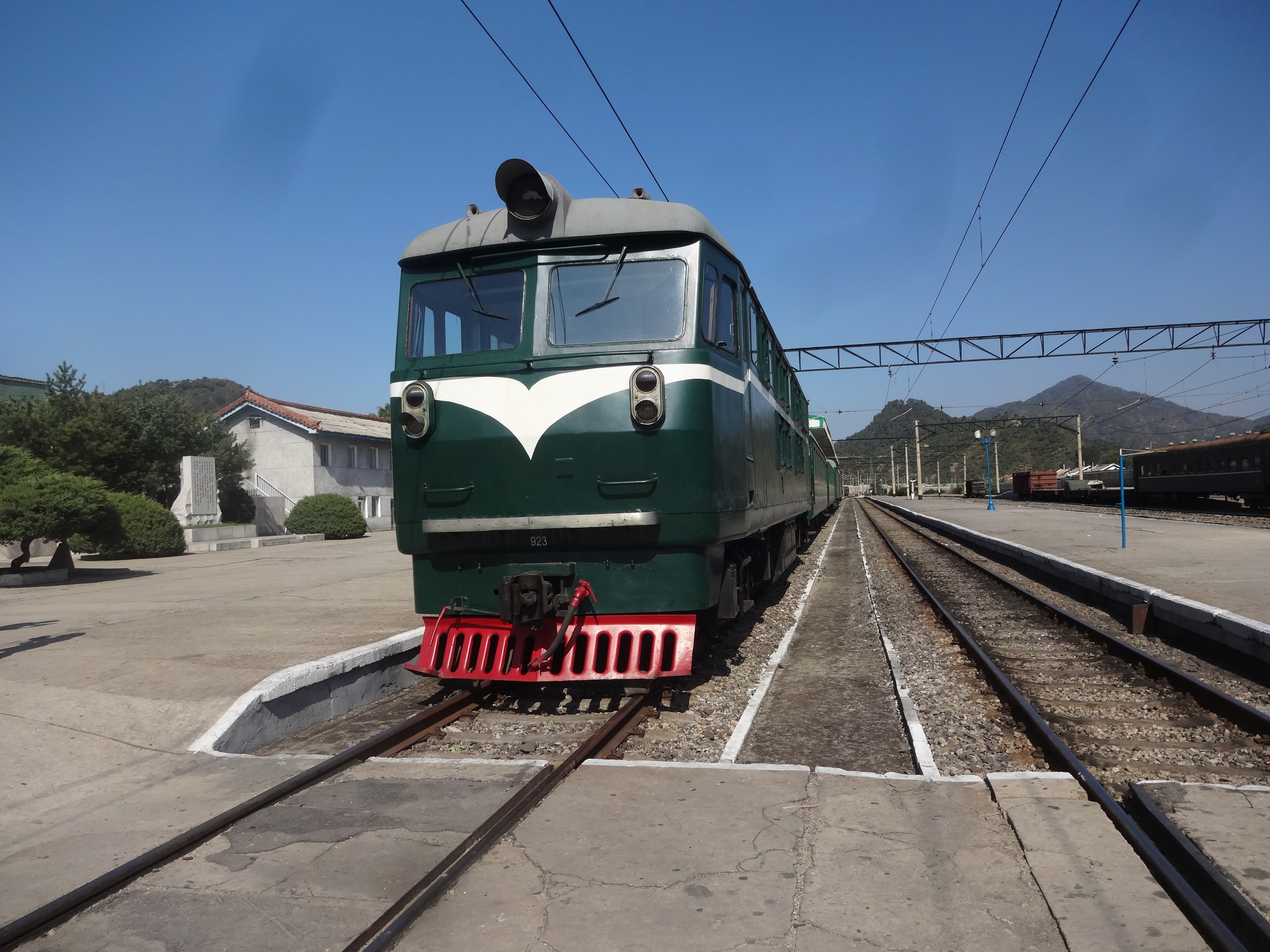
北朝鮮国内で運用中の元東方紅3型

### 蒸気機関車

#### 輸入・承継車
- FD20型 - ソヴィエト連邦製。遅くとも1975年までに中古車がソ連から中国を経て北朝鮮へ導入。電化の進展により引退。軸配置は1E1で、大重量のため幹線でのみ運用[41]。
- 100シリーズ - 中国製
- 150シリーズ - ルーマニア製 150.1クラス 2-10-0
- 400シリーズ - チェコスロバキア製 762 mm 0-6-0T;
- 424クラス - ハンガリー製 424  4-8-0型[42]
- 475クラス - チェコスロバキア製 475.1 4-8-2型[42]
- 6000シリーズ -中国製 JF クラス 2-8-2;[42]
- 8000シリーズ - アメリカ製 en:USATC S160 2-8-0;[42]
- 8100シリーズ - アメリカで製造, ex-Soviet Ye-class "Russian Decapod" 2-10-0;[42]
- Ol49クラス - ポーランド製 Ol49クラス 2-6-2[42]
- TKt48クラス- ポーランド製 TKt48クラス 2-8-2T

##### 762mm軌間線用
- 500番台 - 元朝鮮鉄道810形蒸気機関車。朝鮮鉄道が投入した汽車製造製762 mm軌間線用高性能蒸気機関車のうちの1つ。軸配置は1D。西海里線で4両が運用されていたが、路線の休止に伴い3両が廃車。2006年時点では505号機が動態保存されていたが、「近く廃車予定」とされていた[43]。
- 600番台 - 元朝鮮総督府鉄道ナキハ形蒸気機関車。朝鮮総督府鉄道局からの承継機。軸配置は1D1t。白茂線の主力機であったがディーゼル機関車への置き換えにより1995年頃引退。なお同型機1両が韓国で静態保存中[41]。

### 電車
電車型機関車及び客車型電動車に関しては電気機関車及び客車の項で説明しているため、本節では純然たる電車のみ説明する。
- 主体号 - 交直両用電車。詳細は個別記事参照。
- 6連地上電動車 - 鉄道省革命事績館に写真が展示されていた製造時期・運用線区不明の電車（写真展示時期は2001年）[44]。6両編成で、外観は国鉄キハ35系気動車に類似する外吊り扉（各車両片側2扉）を有し、車内は転換クロスシート[44]。

### 客車
客車に関しては輸入車と、ソ連からの技術導入により自国で生産した国産車が混在しているが、これらの車両はいずれも全長25m級の東側諸国共通規格に基づいている。朝鮮総督府鉄道局や南満州鉄道から引き継いだ車両に関しては、主力級でこそなくなったが2000年代初頭に入っても一部が地方線区で運用されているとされる。先述した通り、2016年から新塗装への塗り替えが行われている。

#### 国産車
- 客車型電動車 - 客車にパンタグラフと電動機を搭載し、電気機関車の補助を行う車両。長大編成の旅客列車に組み込まれる[46]。
- タチム28型 - 3等寝台車[47]。

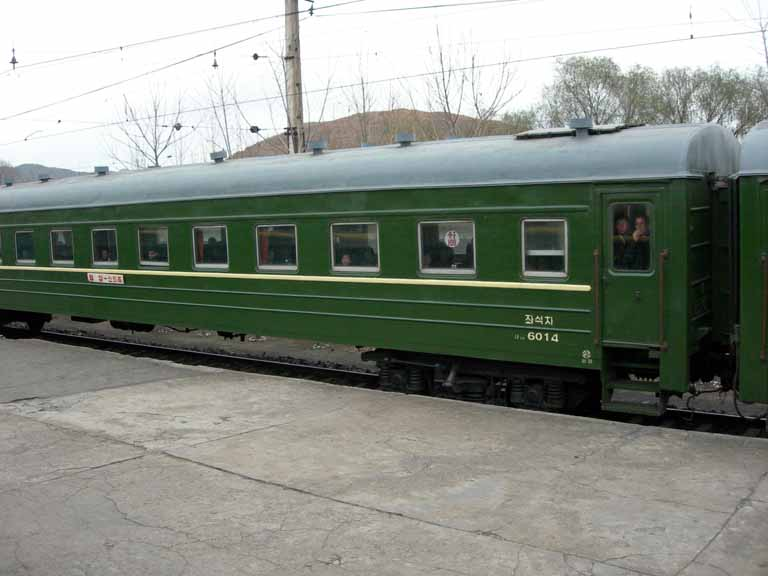
新義州 - 平壌間を走行する列車の客車（旧塗装）

##### 762mm軌間線用
- 西湖線用客車 - 形式不明。2017年時点では22両。2017年にリニューアル工事を受けている[27]。

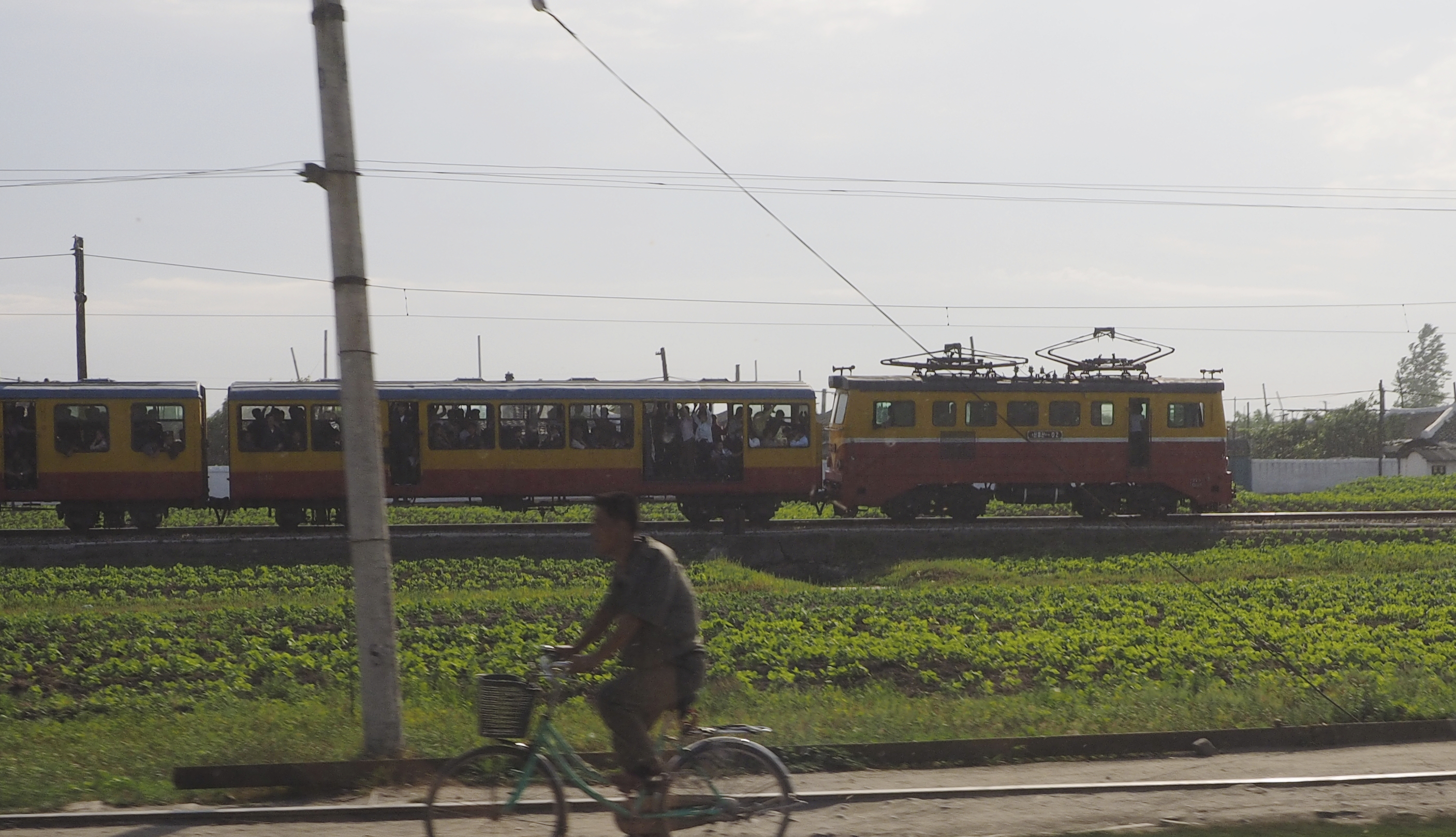
西湖線用客車（機関車後位、リニューアル工事前）

#### 輸入・承継車
- ハ9形 - 朝鮮総督府鉄道局からの承継車。北朝鮮鉄道省での形式は不明。2000年代初頭時点で、地方線区にて使用[45]。
- ナ2000番台 - 2等座席車。2002年にスイス・BLS鉄道から中古車を輸入。非冷房[45]。
- ナチム31型 - 中国製とみられる2等寝台車。160 km/h運転に対応し、平壌 - 北京間国際列車に充当[48]。

ハ9形
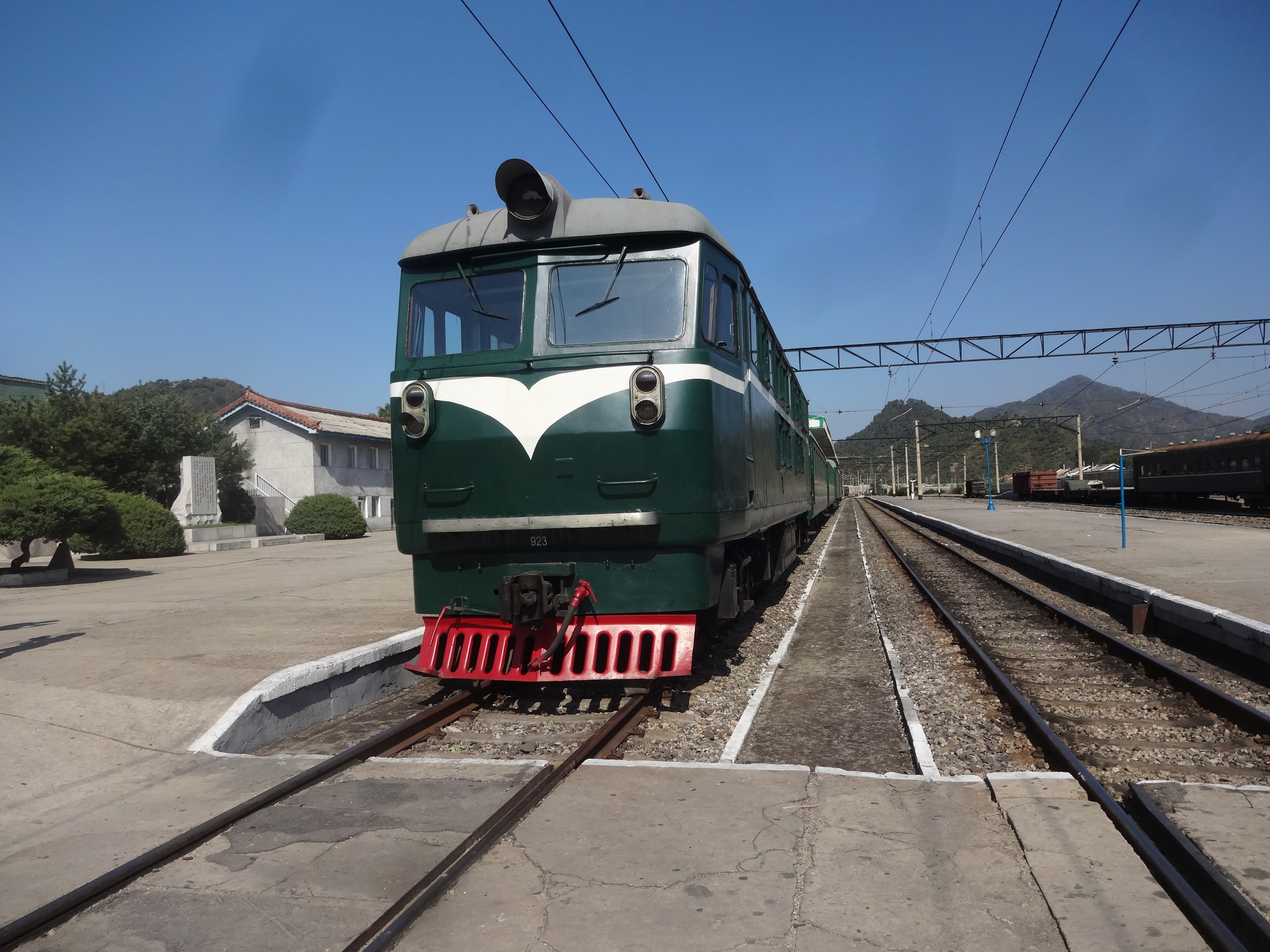
ナ2000番台（機関車後位に2両連結）2等座席車
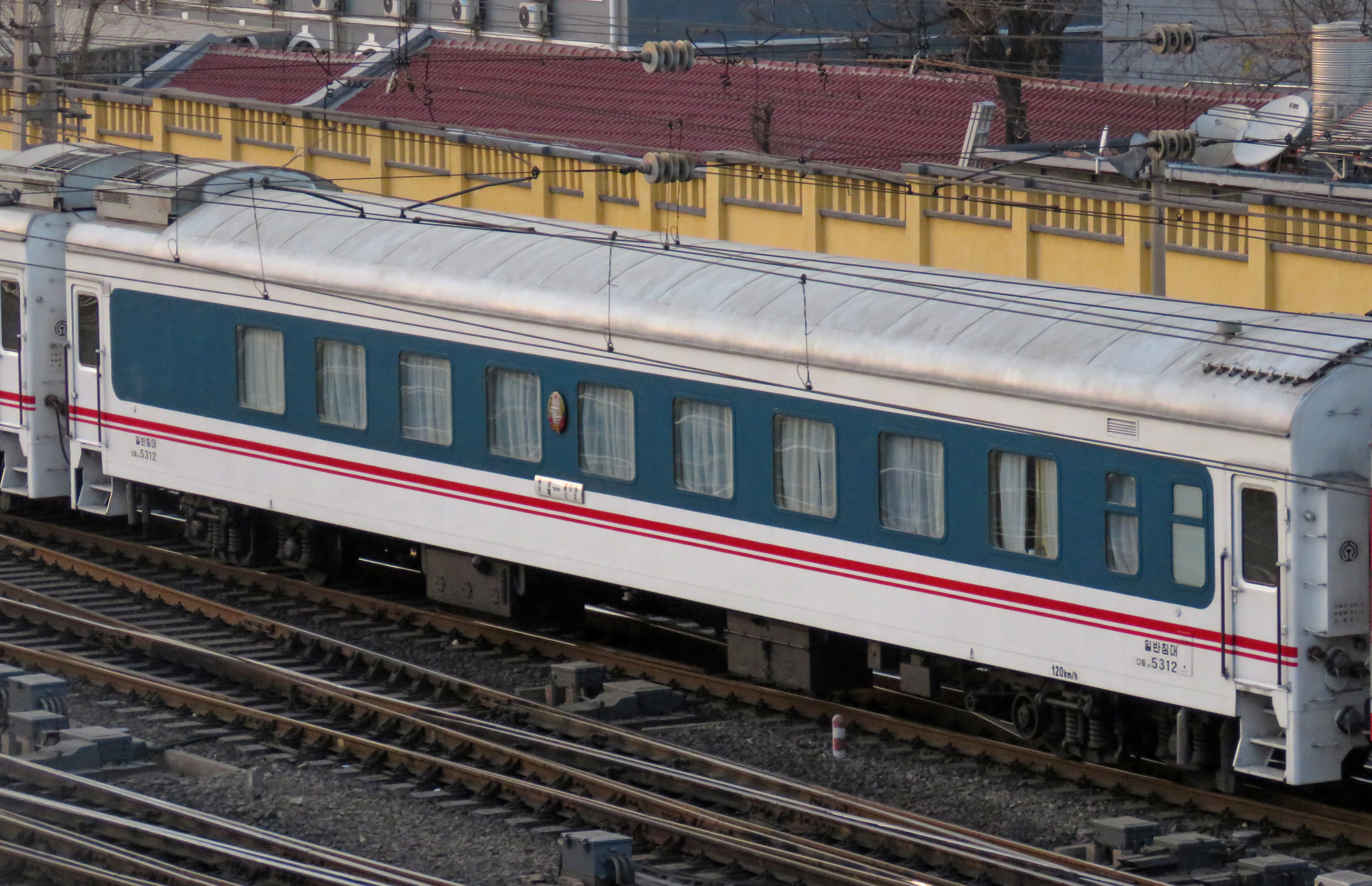
国際列車用寝台客車

## 近郊国との鉄道連絡
- 中国 - 同じ軌間で直通している。
- ロシア - 異なる軌間であるため、旅客列車は台車の交換が行われ、貨物列車は荷の積み替えが行われていたが、羅津港駅まで四線軌条化され、同駅まで直通可能となった。
- 大韓民国 - 同じ軌間である。京義線・東海線鉄道および道路の連結事業が進められ分断されていた路線が再度つながり、列車も運行されたことがあるが、現在は列車の運行は中断され、その後線路も寸断されている[49]。